# Oblast de Moscou
L’oblast de Moscou (également appelé le Podmoskovié pour éviter la confusion avec le sujet autonome de la ville de Moscou) est un sujet de la fédération de Russie. Sa superficie, de 44 379 km2, est relativement faible par rapport aux autres sujets fédéraux, mais c'est l'une des régions les plus densément peuplées du pays et, avec une population de 7 599 756 habitants (en 2019), le deuxième sujet de la fédération le plus peuplé. Le centre administratif de facto de l'oblast est la ville de Moscou, bien que Krasnogorsk possède les institutions les plus importantes, même si cette dernière n'en est pas de jure la capitale.
L'oblast a été créé en 1929 à l'époque de l'Union soviétique. Il est limité par l’oblast de Tver au nord-ouest, l’oblast de Iaroslavl au nord, l’oblast de Vladimir au nord-est et à l'est, l’oblast de Riazan au sud-est, l’oblast de Toula au sud, l’oblast de Kalouga au sud-ouest et l’oblast de Smolensk à l'ouest. La capitale fédérale, Moscou, qui est sujet autonome, donc distincte de l'oblast, autrefois enclavée dans l'oblast, se trouve à la fois au centre géométrique et le sud-ouest, avec quelques enclaves. L’oblast est très industrialisé, ses principales spécialités étant la métallurgie, le raffinage, les constructions mécaniques, l’agroalimentaire, l’énergie et les industries chimiques.

## Histoire
L’oblast de Moscou est officiellement créé le 14 janvier 1929.
La ville de Moscou est au centre de l’oblast de Moscou mais elle n'en fait pas partie car la ville de Moscou jouit d’un statut territorial particulier, celui de ville fédérale, et constitue donc une entité fédérée à part entière, au même titre que Saint-Pétersbourg. La ville de Moscou se trouve par conséquent enclavée dans l’oblast de Moscou.
Le territoire de l'actuel oblast de Moscou serait habité par l'Homme depuis plus de 20 000 ans[réf. nécessaire]. Les premières traces de présence humaine remontent à l'âge du fer, soit vers 1000 av. J.-C.. De nombreux tumulus et des villages de l’âge du fer y ont été mis au jour.
Des peuples finno-ougriens occupèrent la région. Puis, vers le Xe siècle, des Slaves vinrent s'y installer.
Jusqu'aux ix-Xe siècle, le bassin de la Moskova et les territoires voisins étaient peuplés de Finno-ougriens. Les Slaves ne colonisèrent le pays qu'à partir du Xe siècle. Vers le milieu du XIIe siècle, il fut annexé à la principauté de Vladimir-Souzdal. Plusieurs grandes villes ont vu le jour à cette époque, dont Volokolamsk (1135), Moscou (1147), Zvenigorod (1152) et Dmitrov (1154). Dans la première moitié du XIIIe siècle, toute la principauté de Vladimir-Souzdal, dont la région de Moscou, fut conquise par les Mongols.
Au XIIIe siècle, la région de Moscou constitua la grande-principauté de Moscou, qui devint par la suite le centre de l’unification russe, en particulier dans la lutte contre les razzias mongoles. En 1380, le prince Dimitri Donskoï, parti de Kolomna, défit les Mongols à la bataille de Koulikovo. Le sud de la Moscovie était alors une partie de la principauté de Riazan, et ne sera rattachée à Moscou que dans les années 1520.
En 1708, Pierre le Grand institua par décret le gouvernement de Moscou, dont les limites sont approximativement celles de l'oblast actuel. Un siècle plus tard, le destin de la Russie a été décidé à la sanglante bataille de Borodino (1812), près de Mojaïsk.
L'industrie ne commence à se développer dans la région qu'à la fin du XVIIe siècle. Elle s'est d'abord concentrée à Bogorodsk, Pavlovski Possad et Orekhovo-Zouïevo et consistait pour l'essentiel en filatures. La première ligne de chemin de fer, reliant Moscou à Saint-Pétersbourg, et à laquelle ont travaillé des ingénieurs aussi illustres que Lamé, Clapeyron et Jouravski, a été inaugurée en 1851, et la ligne de Nijni Novgorod date de 1862.
Le 14 janvier 1929, le Comité exécutif du Congrès Panrusse décide la création de l’« oblast Industriel central », formé par fusion des ex-gouvernements de Moscou, de Riazan, de Tver, de Toula, de Vladimir et de Kalouga. L’oblast est subdivisé en dix circonscriptions (ou okrougs) avec Moscou pour capitale. Le 3 juin 1929, il est rebaptisé « oblast de Moscou » et le 30 juillet 1930, les okrougs sont dissous,.
L’oblast de Moscou, trop déséquilibré, sera peu à peu démembré au profit des régions voisines : 26 districts sont transférés à l’oblast de Kalinine en janvier 1935, puis 77 districts aux oblasts de Toula et de Riazan en septembre 1937. Une part croissante des pouvoirs est déménagée à Krasnogorsk. Les districts de Borovsk, de Vysokinitchi, de Maloïaroslavets, d'Ougodsko-Zavodski et de Petouchki sont détachés en 1944 au oblasts de Kalouga et de Vladimir,.
La région a été le théâtre de la bataille de Moscou de fin 1941 à début 1942.
Selon la Constitution de la Russie adoptée en décembre 1993, l’oblast de Moscou est l'un des 83 sujets fédéraux de Russie.
Depuis le 1er juillet 2012, l'oblast est amputé de vastes portions de territoire au sud-est, réduisant notablement la superficie des raïons de Naro-Fominsk, de Podolsk et Léninski, permettant de créer deux nouveaux district administratifs de Moscou : celui de Novomoskovski et celui de Troïtsk. Cette réforme permit ainsi à la capitale russe de ne plus être totalement enclavée dans l'oblast de Moscou et de communiquer avec l'oblast de Kalouga au sud-ouest.

## Divisions administratives
Administrativement, l’oblast de Moscou se divise en 38 raïons (districts) et 30 villes sous l'administration de l'oblast. En outre, il existe dans l'oblast trois entités territoriales administratives fermées.
En ce qui concerne la division municipale, on compte 36 raïons et 35 arrondissements urbains. Toutes les villes sous l'administration de l'oblast, les trois villes fermées et deux des raïons administratifs ont le statut d'arrondissement urbain (gorodoskoï okroug).

## Géographie physique

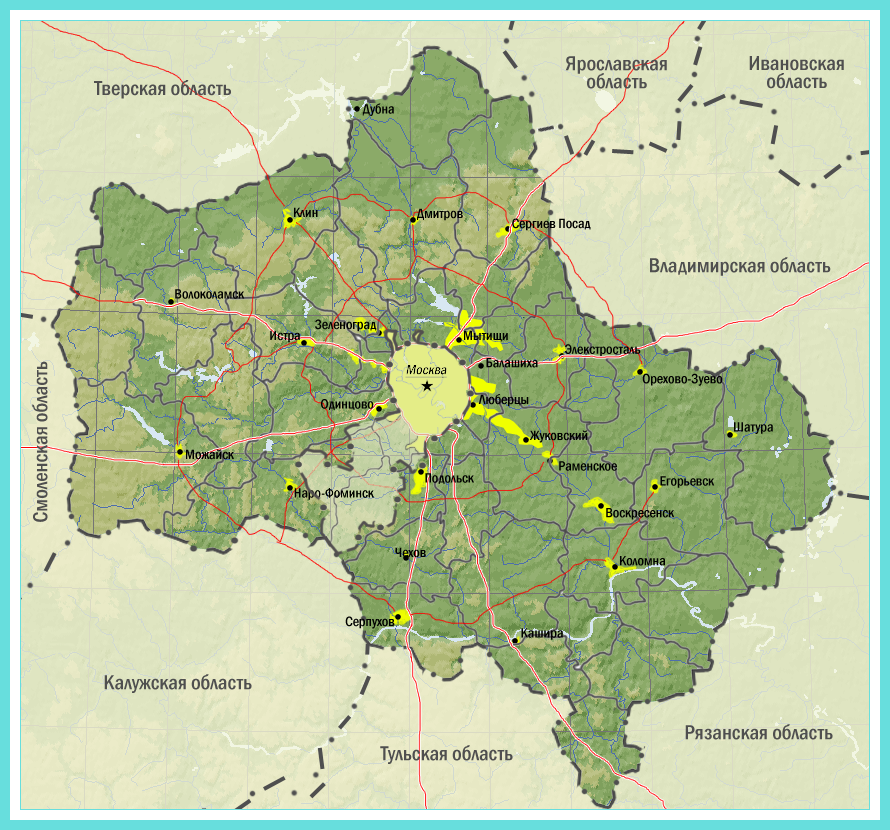
Carte de la région de Moscou et de la ville de Moscou

L’oblast de Moscou, boisé à 40 %, couvre une superficie de 44 379 km2. Le relief est plat, avec seulement quelques collines d'une hauteur maximale de 160 m à l'ouest.
L’oblast de Moscou est limitrophe des entités fédérées suivantes :
- l'oblast de Tver (au nord) ;
- l'oblast de Iaroslavl (au nord-est) ;
- l'oblast de Vladimir (à l'est) ;
- l'oblast de Riazan (au sud-est) ;
- l'oblast de Toula (au sud) ;
- l'oblast de Kalouga (au sud-ouest) ;
- l'oblast de Smolensk (à l'ouest).

### Relief
L’oblast est essentiellement plat, ponctué de quelques collines d'une altitude d'environ 160 m dans l'ouest, et d'immenses plaines à l'est. Du sud-ouest au nord-est, l’oblast est traversée par la limite du glacier de Moscou, qui au nord prend la forme habituelle de l’érosion glaciaire — une moraine —, et au sud, des massifs érodés. L'ouest et le nord de l’oblast comprennent le plateau de Moscou. Son altitude moyenne est de 300 m aux alentours de Dmitrov et le point culminant (310 m) est voisin du village de Chapkino dans le district de Mojaïsk. La zone septentrionale du plateau de Moscou est plus escarpée que la zone méridionale. Le plateau est parsemé de lacs d’origine glaciaire, tels les lacs de Nerskoïe et de Krougloïe. Au nord du plateau de Moscou s'étend la dépression alluviale de la haute Volga. C'est une plaine marécageuse dont l’altitude est comprise entre 120 m et 150 m,.
Au sud s'étend la zone vallonnée de la plaine de la Moskova et de l'Oka. Son point culminant (254 m) se trouve à Tioply Stan, sur le territoire de la cité moscovite. Cette plaine a clairement dessiné les vallées, surtout au sud, et parfois des reliefs de karst, surtout dans le raïon de Serpoukhov. Tout à fait au sud, par-delà la vallée de l’Oka, s'étend le plateau central de Russie. Il est creusé de multiples ravines et son altitude moyenne est de 200 m avec un maximum à 236 m près de Pouchtchino.
La moitié orientale de l’oblast de Moscou est occupée par la vaste plaine de la Mechtchera, qui y est très marécageuse. Les collines culminent à 214 m mais leur altitude moyenne n'est que de 120-150 m. La plupart des lacs de plaine, comme les lacs Tchiornoïe et Sviatoïe, sont d’origine glaciaire. Le point le plus bas de la région est les berges de l’Oka (97 m,).

### Géologie et minéraux

#### Géologie

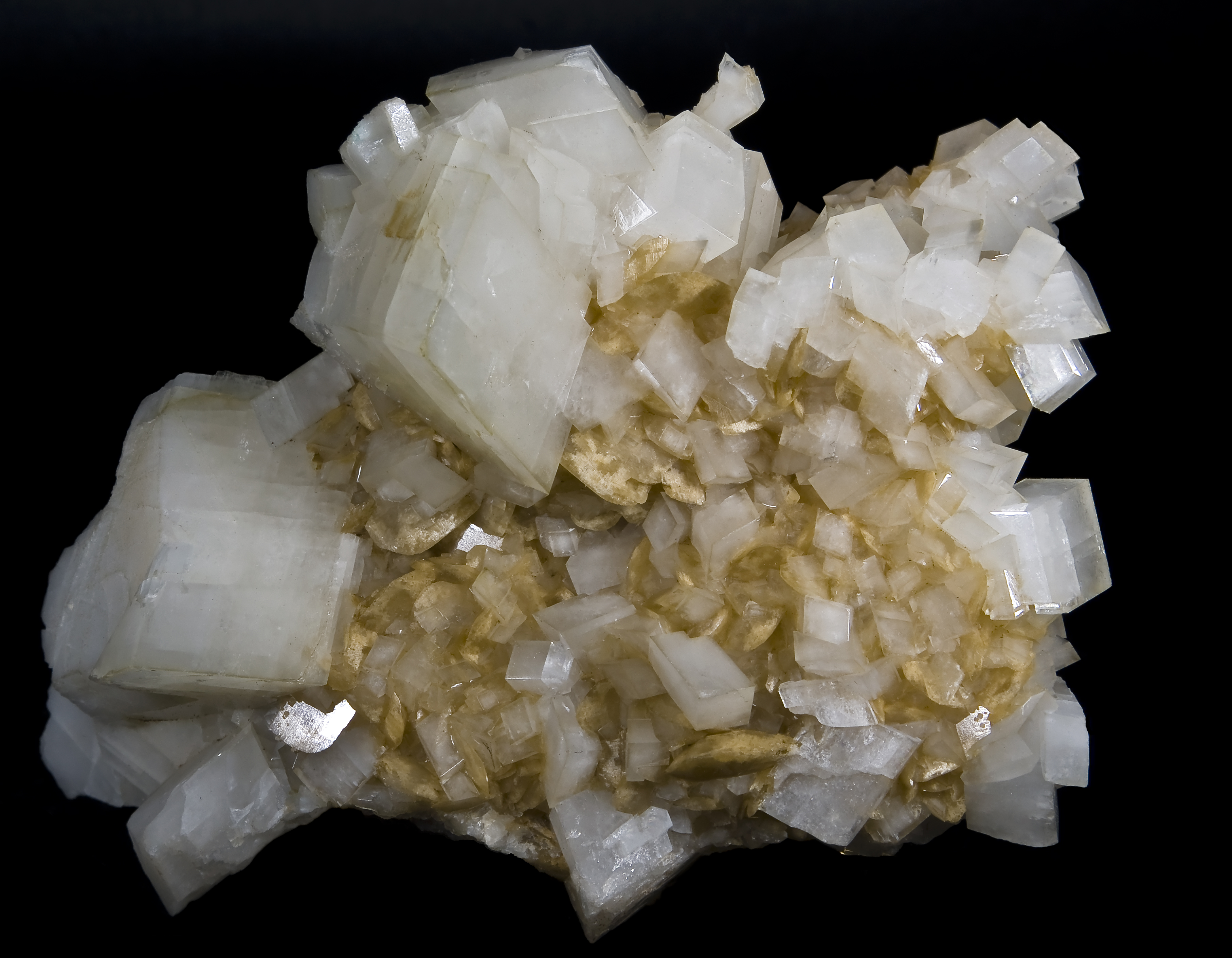
Dolomite.

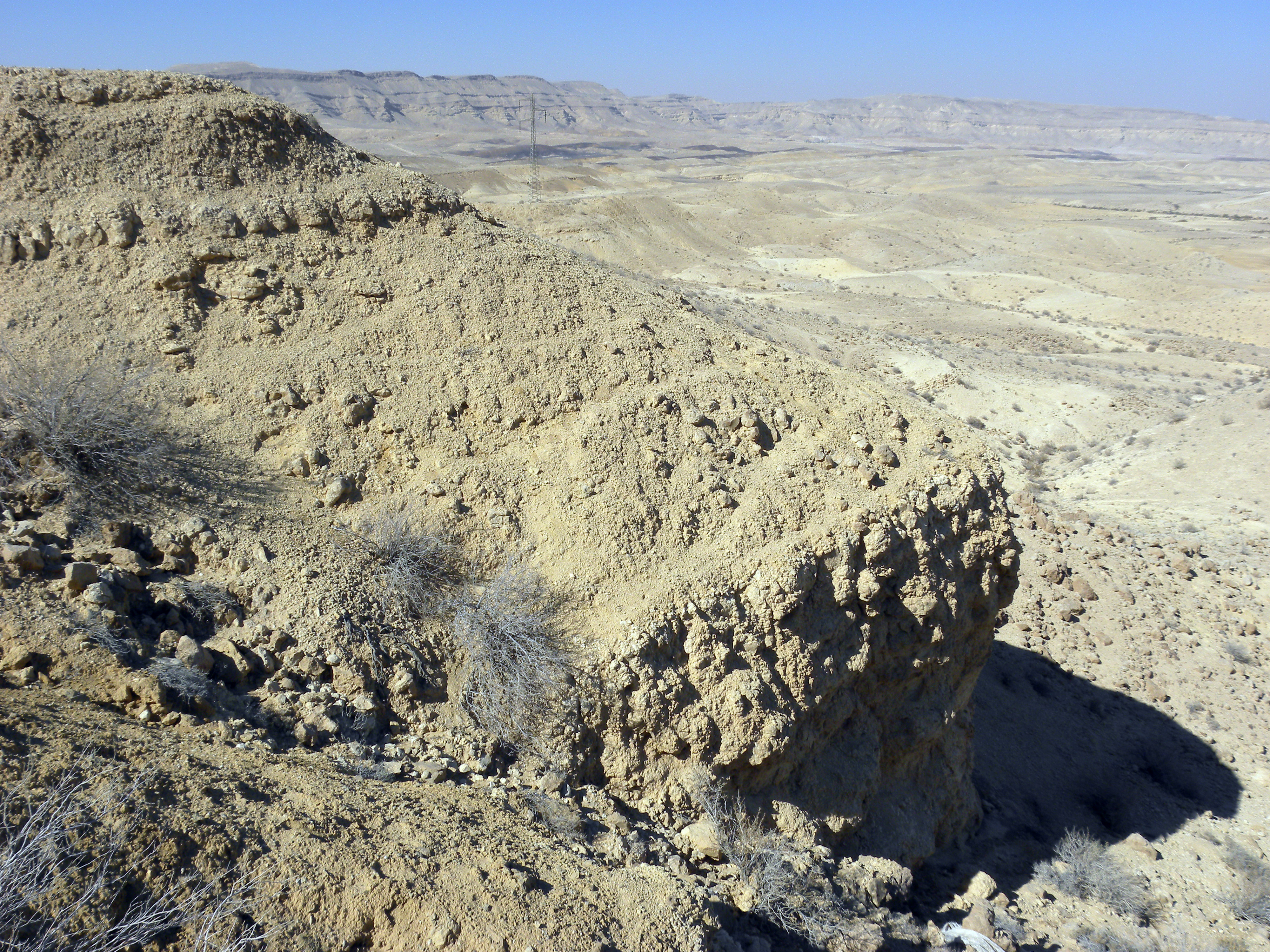
Marne.

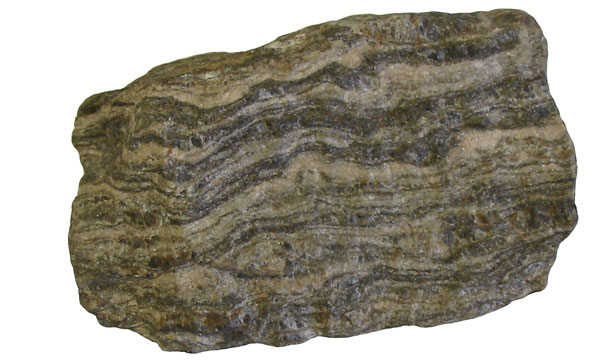
Gneiss.

L’oblast de Moscou se trouve au centre du bouclier russe, dont le socle est formé de roches de l’Archéen et du Protérozoïque, tandis que les couches supérieures se sont déposées aux ères Paléozoïque, Mésozoïque et Cénozoïque. Le socle présente une épaisseur minimum (1 000 m) au-delà de Serebrianye Proudy, tout à fait au sud de l’oblast, et la plus grande épaisseur (4 200 m) à l'est de Serguiev Possad, dans la région nord-est.
Si les dépôts du Tertiaire sont pratiquement absents de l’oblast, les dépôts des périodes Carbonifère et du Jurassique sont sensiblement plus abondants. Au Crétacé, l’oblast de Moscou était recouvert d'une mer, comme le prouve la présence de lits de phosphate et la diversité des sables. Les sédiments du Crétacé se retrouvent surtout au nord de l’oblast. Puis la mer s'est étendue du Jurassique au Crétacé. Les dépôts marins caractéristiques du Jurassique, une argile noirâtre, se trouvent dans et autour de Moscou, ainsi que dans la vallée de la Moskova. Les dépôts du Carbonifère de l’oblast de Moscou consistent surtout en dolomite, calcaire et marne. Les veines de charbon riches en éléments organiques se trouvent plutôt dans le sud, surtout dans le raïon de Serpoukhov, et dans les régions ouest. On rencontre aussi dans la région des dépôts du Dévonien.
Les dépôts du Quaternaire sont très étendus à travers l’oblast de Moscou ; leur épaisseur décroît du nord-ouest au sud-est. On estime que le pays a connu quatre épisode glaciaires successifs. La première glaciation, qui est survenue au Pléistocène inférieur et a recouvert d'est en ouest la vallée de l’Oka, n'a laissé pratiquement aucune trace dans la région. Au Pléistocène moyen, deux importantes glaciations sont survenues : le glacier du Dniepr a recouvert une grande partie de la plaine de Russie, tandis que la glaciation de Moscou s'est arrêtée juste au sud de l'actuelle ville de Moscou. La dernière glaciation, la glaciation de Valdaï, est survenue à la fin du Pléistocène ; elle n'a pas touché directement le territoire de l’oblast de Moscou, mais y a laissé des traces sous forme de dépôts fluvio-glaciaires, surtout dans la partie nord. Les glaciers ont abandonné une moraine limoneuse avec des galets et blocs erratiques de différentes natures de roche : granite, gneiss, quartzite, dolomite, craie et grès. Son épaisseur varie de quelques mètres le long des crêtes, à 100 m en périphérie des dépôts morainiques.

#### Minéraux
L’oblast de Moscou est riche en minéraux. Les sables extraits des sédiments des différentes périodes (surtout Quaternaire et Crétacé) sont de très bonne qualité et sont très utilisés dans la construction. On utilise le sable de quartzite (du quartz pilé) en miroiterie : cette production s'est concentrée depuis le XVIIe siècle à proximité de Lioubertsy. Des considérations environnementales ont conduit à l'abandon de la plupart des carrières, et seule celle de Ieganovo demeure active ; ses réserves en sables silicates sont d'environ 33 millions tonnes et la production annuelle atteint 675 000 tonnes. Les dépôts de sable et de gravier abondent sur le plateau de Smolensk-Moscou. Les bancs de grès se trouvent dans les raïons de Kline et de Dmitrov.
Il y a de nombreux bancs d'argile dans l'oblast ; l'argile à céramique est extraite des puits de Serguiev Possad. Le puits de Ieldiguino, près du village de Sofrino, abrite des réserves estimées à 30 000 000 m3 ; sa production annuelle atteint 600 000 m3. L'argile blanche réfractaire se trouve dans la partie orientale, au milieu des sédiments carbonifères et jurassiques, et dans les environs de Gjel on en fait l'extraction depuis le XIVe siècle. Le principal puits d'argile (celui de Koudinovo, avec des réserves de 3 000 000 000 tonnes) se trouve à proximité de la ville industrielle d’Elektroougli. Les limons, tout aussi abondants, sont employés dans la confection de briques et de craie ("pierre blanche"). C'est des célèbres bancs calcaire du Tournaisien de Miatchkovo qu'a été extraite la pierre des façades d'édifices de prestige de Moscou, tels le théâtre Bolchoï. L'exploitation des mines de Miatchkovo a été abandonnée et aujourd'hui, le calcaire est extrait des carrières de Podolsk, Voskressensk, et de Kolomna. De ce dernier raïon, on tire un faux marbre réputé pour sa blancheur d'albâtre.
Les autres carrières de l’oblast de Moscou donnent de la dolomite, du tuf, et de la marne, surtout dans les régions méridionales et orientales. La dolomite est recherchée par l’industrie cimentière. Son extraction se concentre surtout près de Chtchiolkovo, où les réserves dépassent 20 000 000 tonnes et la production annuelle est d'environ 650 tonnes.
Les phosphates sont tirés des bancs de Iegorevsk et de Severskoïe. Les plaines de la Mechtchera et de la haute Volga sont riches en tourbe. Les principaux gisements sont ceux de "Riazanovski" (840 000 t/an) et la "tourbière de Radovitski" (760 000 t/an), tous deux voisins de Iegorievsk,. Au-delà de la vallée de l'Oka, on trouve des bancs de lignite mais ils n'ont aucune valeur commerciale. Il existe aussi de faibles gisements de titane et de minerai de fer dans les raïons de Serpoukhov et de Serebrianye Proudy.
On extrait le sel gemme aux alentours de Serpoukhov et de Iegorievsk. Il y a de nombreuses sources thermales près de Zvenigorod, Kline et Serpoukhov, tantôt résurgences ou puits artésiens de 300 à 500 m. Au-delà, à une profondeur de 1-1,5 km, une mer de sel s'étend par-delà l'oblast de Moscou. Les eaux, dont la concentration saline peut s'élever à 300 g/l, sont utilisées dans l'industrie agroalimentaire locale et les spas.

### Climat

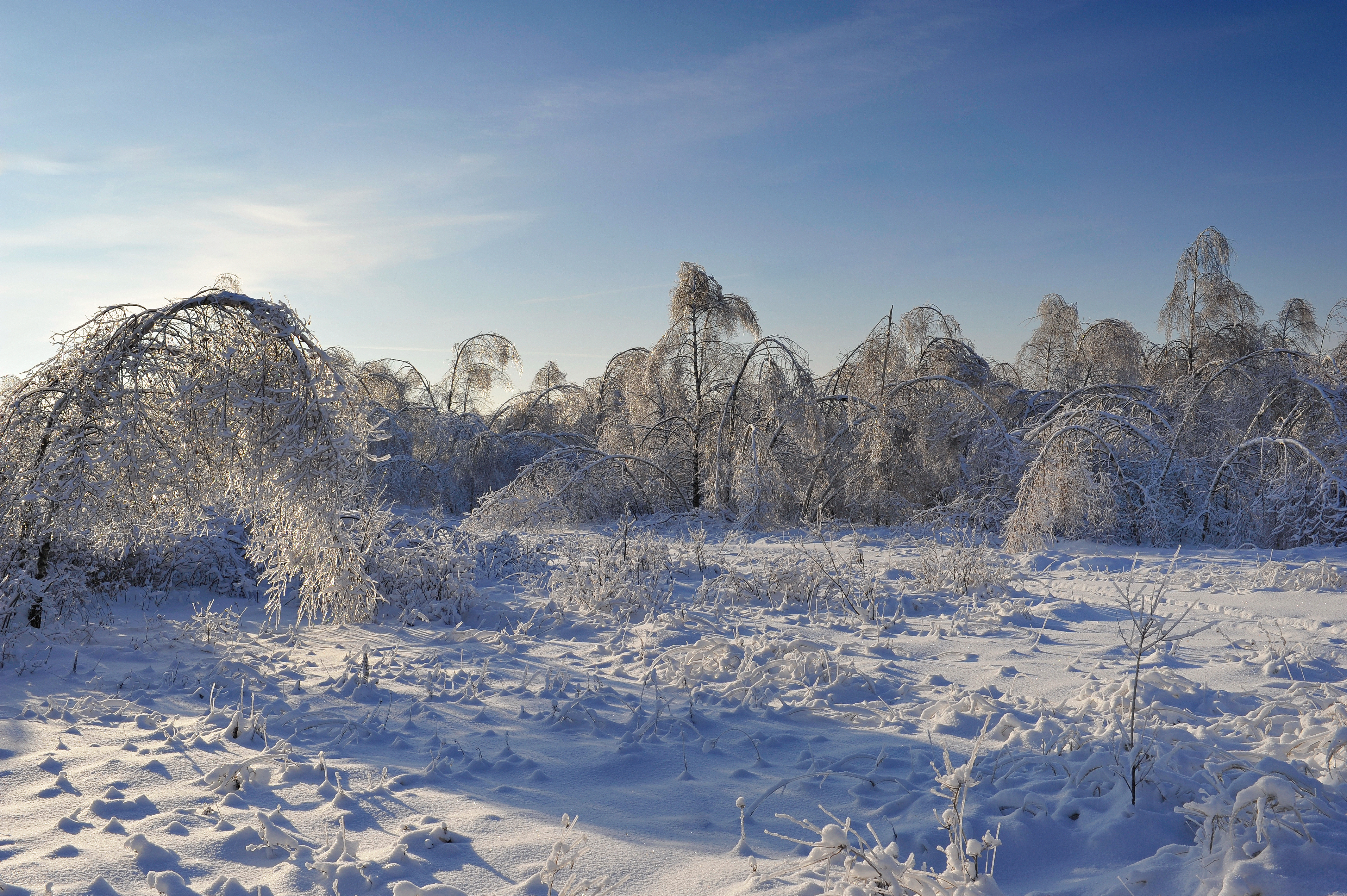
L'hiver.

Le climat de l’oblast de Moscou est continental tempéré, avec une saisonnalité (étés chauds et hivers froids) très prononcée ; cette continentalité s'intensifie du nord-ouest au sud-est. La période de température moyenne sous 0 °C dure 120–135 jours, de la mi-novembre à la fin mars. La température moyenne annuelle varie entre +3,5 °C et +5,5 °C. Le mois le plus froid est janvier, avec une température moyenne de −8 °C dans l'ouest et −10 °C à l'est. Lorsque souffle l’air arctique, la température tombe sous les −20 °C pour une durée qui peut atteindre les vingt jours consécutifs en hiver, avec un extrême à −45 °C. La température minimale (−54 °C) a été enregistrée à Naro-Fominsk. La débâcle intervient souvent entre décembre et février, sous l'influence de dépressions atlantiques (ou plus rarement méditerranéennes). La débâcle s'étale ordinairement sur plusieurs jours, et le nombre total de jours, entre fin novembre et mars, peut atteindre 50. Le manteau neigeux commence à s'épaissir à partir de fin novembre, mais parfois cela commence en septembre ou en décembre, et il disparaît entièrement vers la mi-avril (parfois dès fin mars). Le manteau neigeux atteint une épaisseur de 25-50 cm et le sol gèle jusqu'à une profondeur de 65-75 cm. Le mois le plus chaud est le mois de juillet avec une température moyenne de +18,5 °C à l'ouest, et +20,0 °C dans le sud-est. Le maximum de température (+40 °C) a été enregistré à Kolomna durant la canicule européenne de 2010. Les précipitations moyennes annuelles se montent à 450-650 mm ; les précipitations sont maximales dans le nord-ouest et minimales dans les régions sud-est. Les précipitations estivales sont normalement de 75 mm, mais une fois tous les 25–30 ans, il survient une sécheresse avec moins de 5 mm de pluie entre juin et août,,.

### Hydrographie

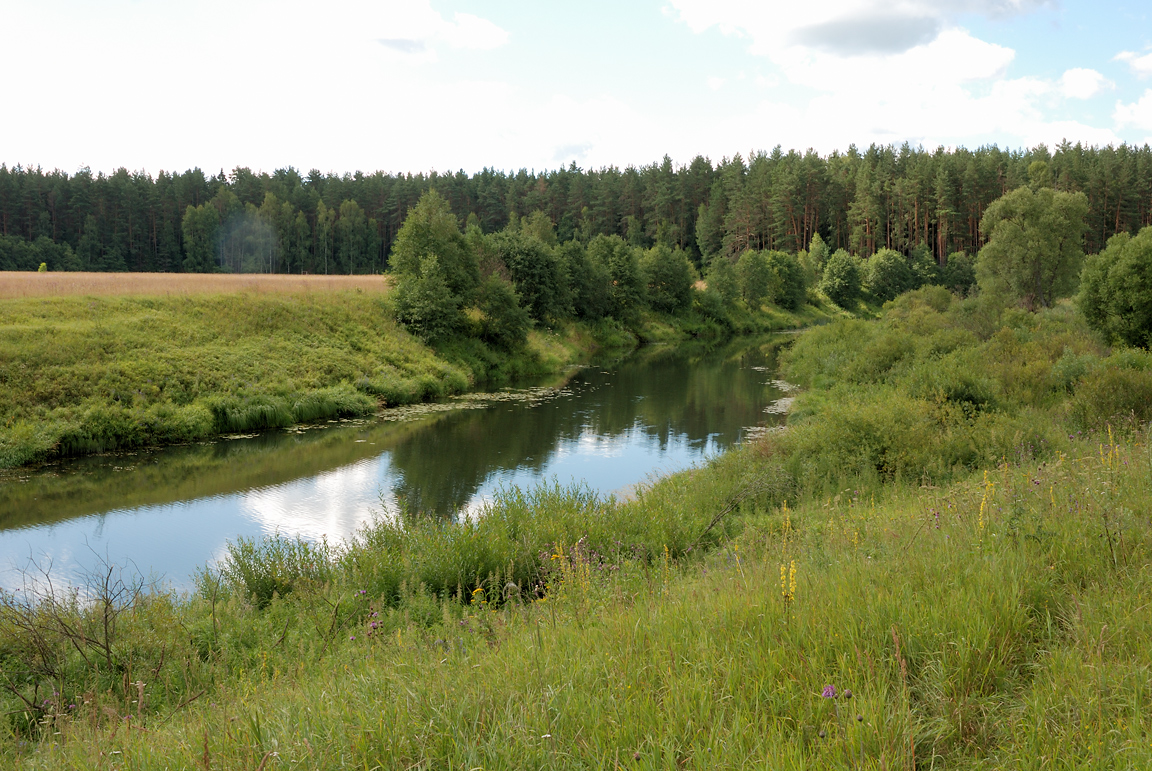
La Chocha près du village de Mikoulino.

Dans l'oblast de Moscou, plus de 300 rivières ont une longueur supérieure à 10 km. Ce sont toutes des rivières de plaine, de régime nival, disposant d'un lit majeur étendu. Les mois de crue sont avril et mai. L'été, l'étiage est sévère et seuls les orages viennent créer des pointes de débit. Les rivières sont prises par les glaces de la fin novembre à la mi-avril. Seules la Volga, l’Oka et la Moskova sont navigables.
La plupart des rivières appartiennent au bassin hydrographique de la Volga, laquelle traverse d'ailleurs brièvement l'oblast au nord, non loin de la frontière avec l’oblast de Tver. L'autre fleuve important de la région est l’Oka. Le nord de l'oblast de Moscou englobe des tributaires de la Volga aussi considérables que la Chocha, la Lama, la Doubna, la Sestra et la Iakhroma. Au sud, ce sont les tributaires de l’Oka : la Nara, la Protva et la Lopasnia. La Moskova, qui s'écoule presque en totalité à l'intérieur de l'oblast, se rattache au bassin hydrographique de l'Oka. Les régions est et nord-est, qui comprennent l'essentiel de la dépression de la Mechtchera, sont irriguées par les tributaires de la Kliazma, qui est elle-même un défluent de l'Oka.
Le canal de Moscou draine la moitié nord de l’oblast et alimente les retenues des barrages d'Ikcha, de Kliazma, Pialovskoïe et Pestovskoïe. Il y a d'autres barrages sur le cours de la Moskova : ce sont les réservoirs de l'Ozerna, de Mojaïsk, d'Istra et de Rouza ; ils alimentent l'agglomération de Moscou en eau potable,.
L'oblast est parsemé de plus de 350 lacs, relativement peu profonds (5–10 m) et la plupart d'origine glaciaire. Les plus grands sont le lac Senej (15,4 km2) et le lac Sviatoïe (12,6 km2). Le plus profond est le lac Gloubokoïe (32 m), dans le raïon de Rouza. Il y a enfin de nombreux marécages, surtout dans les plaines de la Mechtchera et de la haute Volga.

### Sols

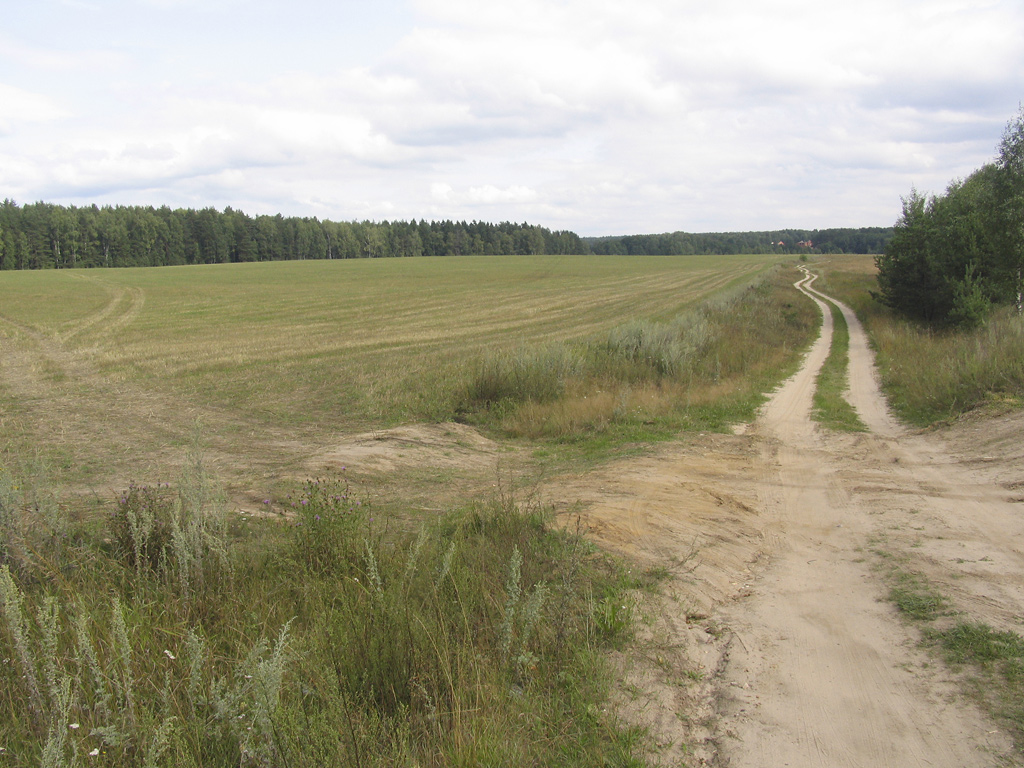
Paysage typique de l'oblast de Moscou.

Le sol de l’oblast est fait de podzols peu fertiles, dont la culture intensive exige l’apport d’engrais. Les limons sont un peu plus abondants sur les collines ; en contrebas, la terre est un mélange de tourbe, de limon sableux et de sable. Le tchernoziom est peu abondant : on n’en trouve qu’au sud de l’Oka. Les sols de bruyère s’étendent entre les vallées de l’Oka, de la Moskova et de la Kliazma, surtout dans les raïons de Ramenskoïe et de Voskressensk. Les plaines de la Mechtchera et de la haute Volga sont fort marécageuses. Les grandes vallées fluviales offrent des terrains alluvionnaires fertiles. Les sols sont en général pollués par l’abus d'engrais chimiques, de pesticides, par les décharges domestiques et industrielles, surtout autour de Moscou, Orekhovo-Zouïevo, Noguinsk et Voskressensk.

### Flore

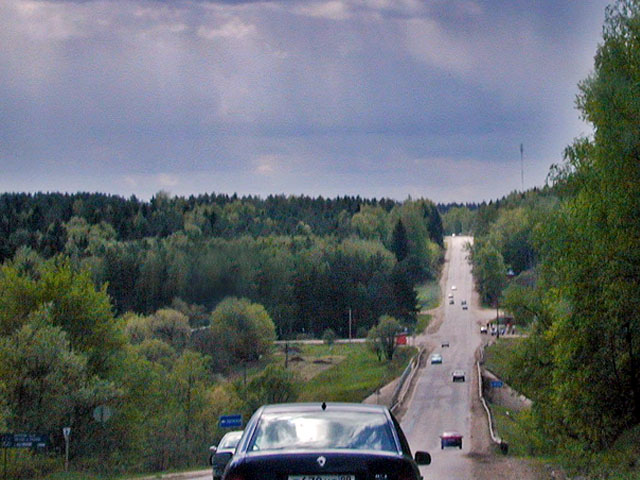
Le petit périphérique de Moscou.

L’oblast de Moscou appartient à la zone des forêts mixtes tempérées, qui recouvre plus de 40 % de la région. Les conifères (surtout le sapin) dominent au nord (plaines de la haute Volga) et dans l'ouest (raïons de Mojaïsk, de Lotochino et de Chakhovskaïa). Les forêts de la Mechtchora sont des forêts de conifères ; dans les plaines humides, on trouve des forêts sporadiques d’aulnes. Les forêts des régions orientale et centrale sont des forêts mixtes conifères-feuillus où dominent l'épicéa, le pin, le bouleau, et le tremble, souvent mêlés de baies de noisetier. Au sud, c'est la sous-zone des forêts de chênes, d’érables et d’ormes. Le plateau Moskova-Oka marque la transition entre les deux systèmes, avec l’épicéa, par exemple, dans les strates supérieures de la Lopasnia. Les flancs de la vallée de l’Oka sont couverts de forêts de pins des steppes, et plus au sud encore (districts de Serebrianye Proudy et en partie Serpoukhov), on atteint des steppes cultivées où poussent à l'occasion des limettiers et des chênes,.
L'exploitation intensive des forêts moscovites aux XVIIIe et XIXe siècles a bouleversé leur composition : les conifères ont cédé la place au bouleau et au tremble. Le bûcheronnage a pratiquement été abandonné aujourd'hui et les forêts sont en cours de restauration, surtout autour de Moscou.
Les marécages dominent à mesure que l'on progresse vers l'est et les raïons de Chatoura et de Loukhovitsy. Les prairies inondables ont pratiquement disparu. Il n'y subsiste que peu de plantes autochtones, mais certaines espèces exotiques se sont acclimatées, comme l'érable à sucre. Parmi les espèces endémiques, il y a la mâcre nageante et le sabot de Vénus.

### Faune

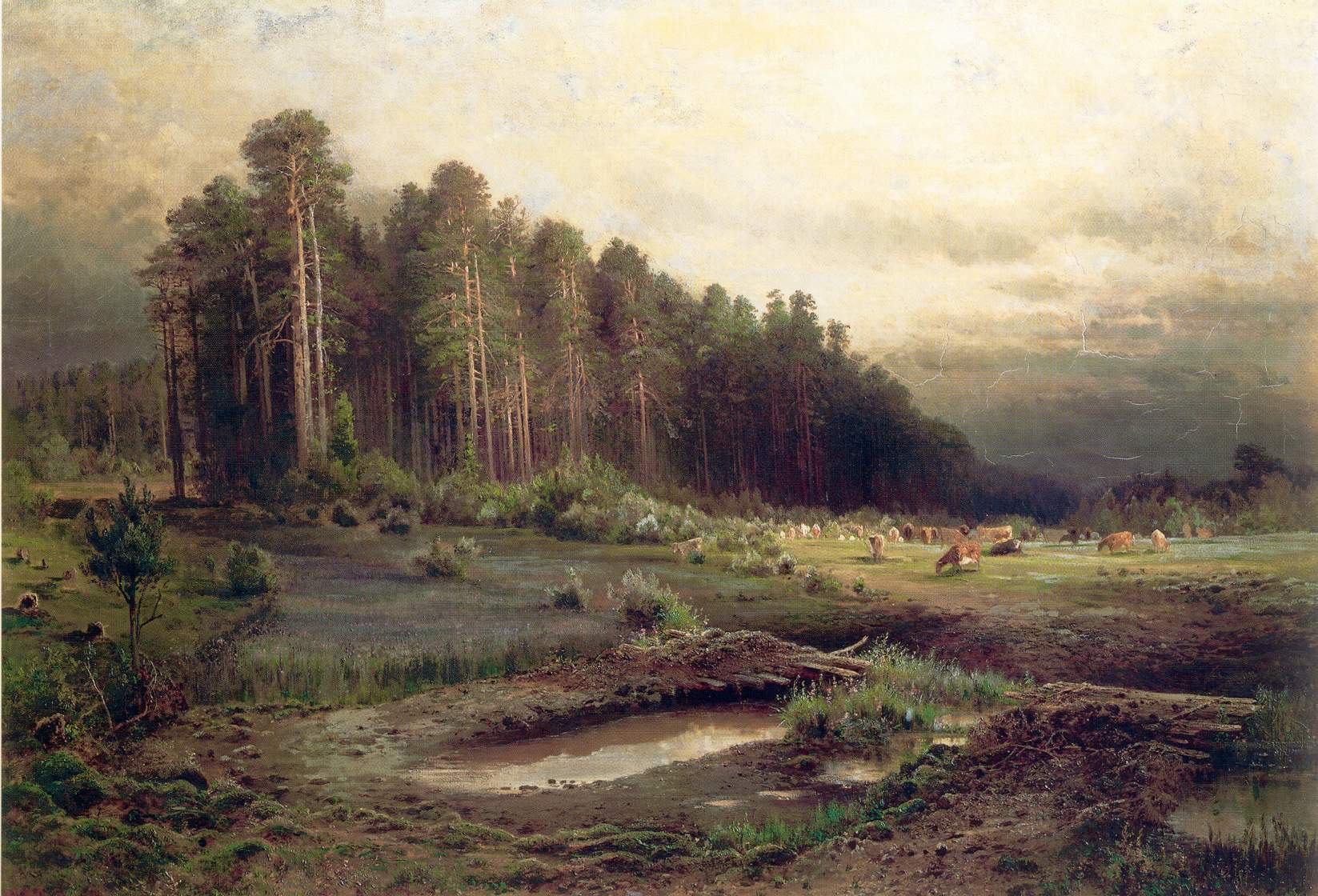
Tableau représentant l'île aux hêtres, dans le parc national de Lossiny Ostrov, par Alekseï Savrassov.

L’oblast de Moscou abrite une faune encore variée malgré l'industrialisation. Parmi les mammifères, on trouve le blaireau, l’écureuil, le castor, la loutre, le rat musqué, l’hermine, le desman de Moscovie, le chien viverrin, le hérisson, le lièvre (lièvres variable et européen), les musaraignes (musaraigne carrelet, musaraigne pygmée, musaraigne des jardins, musaraigne aquatique, etc.), la belette, le renard, l’élan, le sanglier, la taupe d'Europe, le rat d'égout et les rats noirs, les martes, les souris et campagnols (mulot sylvestre, mulot à collier, souris grise, rat des moissons, siciste, campagnol roussâtre, campagnol agreste, campagnol de la toundra, grand campagnol), le vison d'Europe, les cerfs (chevreuils, cerf élaphe ou axis), muscardins et loirs, le furet. Aux confins des zones habitées, on rencontre occasionnellement l’ours, le lynx et les loups. Au sud, on trouve aussi l'écureuil moucheté, le hamster, la gerboise sauteuse et la fouine. Certaines zones contiennent des populations stables de exotiques, tels les écureuils volants, vison et le chevreuil d'Asie. Plus d'une douzaine d'espèces de chauves-souris et de papillons vivent dans l'oblast,.
Plus de 170 espèces d'oiseaux nichent dans le pays : corbeaux, moineaux, canards, pies, pics, grives, gélinottes, bouvreuils, rossignols, grues, vanneau huppés, cigognes, héron cendré, mouettes et grèbes. On a le droit de chasser plus de quarante espèces,.
Les rivières et lacs de l’oblast de Moscou sont poissonneuses. On y trouve le hareng perciforme, la carpe, la brème commune, le bar, le gardon, la gobie de Chine, la perche et le brochet. Il y a six espèces de reptiles : trois espèces de lézards (orvet, lézard vivipare et lézard des souches) et trois espèces de serpents (vipère péliade, couleuvre à collier et coronelles). La tortue des marais a été observée dans certaines zones. Les amphibiens sont représentés par onze espèces : triton lobé, triton crêté, crapaud commun, crapaud vert, grenouille rousse, grenouille des marais, grenouille rieuse, Pélobate brun et le sonneur à ventre de feu. Il y a enfin une multitude d'insectes, dont trois cents variétés d'abeilles,.
Dans le raïon de Serpoukhov, la réserve naturelle de Prioksk-Terrasny assure la préservation du bison. Le parc national de Lossiny Ostrov, dans les environs de Moscou, est un parc fédéral.
|              |                             |                       |                      |                 |
| Une hermine. | Une musaraigne des jardins. | Un faon de chevreuil. | Un rat des moissons. | Un grèbe huppé. |

### Environnement
La situation écologique de l’oblast de Moscou est préoccupante. La banlieue de Moscou et les zones industrielles des régions est et sud-est sont très polluées. Les contaminations viennent des émissions de Kachira et de la Chatoura, ainsi que des décharges domestiques et industrielles : par exemple, la décharge de Timokhovo est l'une des plus grandes d'Europe. Les autres problèmes viennent de la corrosion des réservoirs de pétrole et des déchets nucléaires dans le raïon de Serguiev Possad. Les pires niveaux de contamination sont ceux de Moscou, de Voskressensk et de Kline ; ils sont encore considérables à Dzerjinski, Kolomna, Mytichtchi, Podolsk, Serpoukhov, Chtchiolkovo et Elektrostal, et minimums dans la Réserve de biosphère de Prioksk-Terrasny. Les pires contaminants sont les formaldéhydes et les phénols à Moscou ; l’ammoniaque et le fluorure d'hydrogène à Voskressensk ; les formaldéhydes à Kline, Kolomna, Mytichtchi et Podolsk, le phénol à Serpoukhov. Les rivières les plus polluées sont la Moskova, l’Oka et la Kliazma. Dans la région de Moscou et dans les grandes villes (en particulier à Podolsk, Orekhovo-Zouïevo, Serpoukhov, Loukhovitsy et Stoupino), la nappe est aussi touchée.

## Population et société

### Démographie

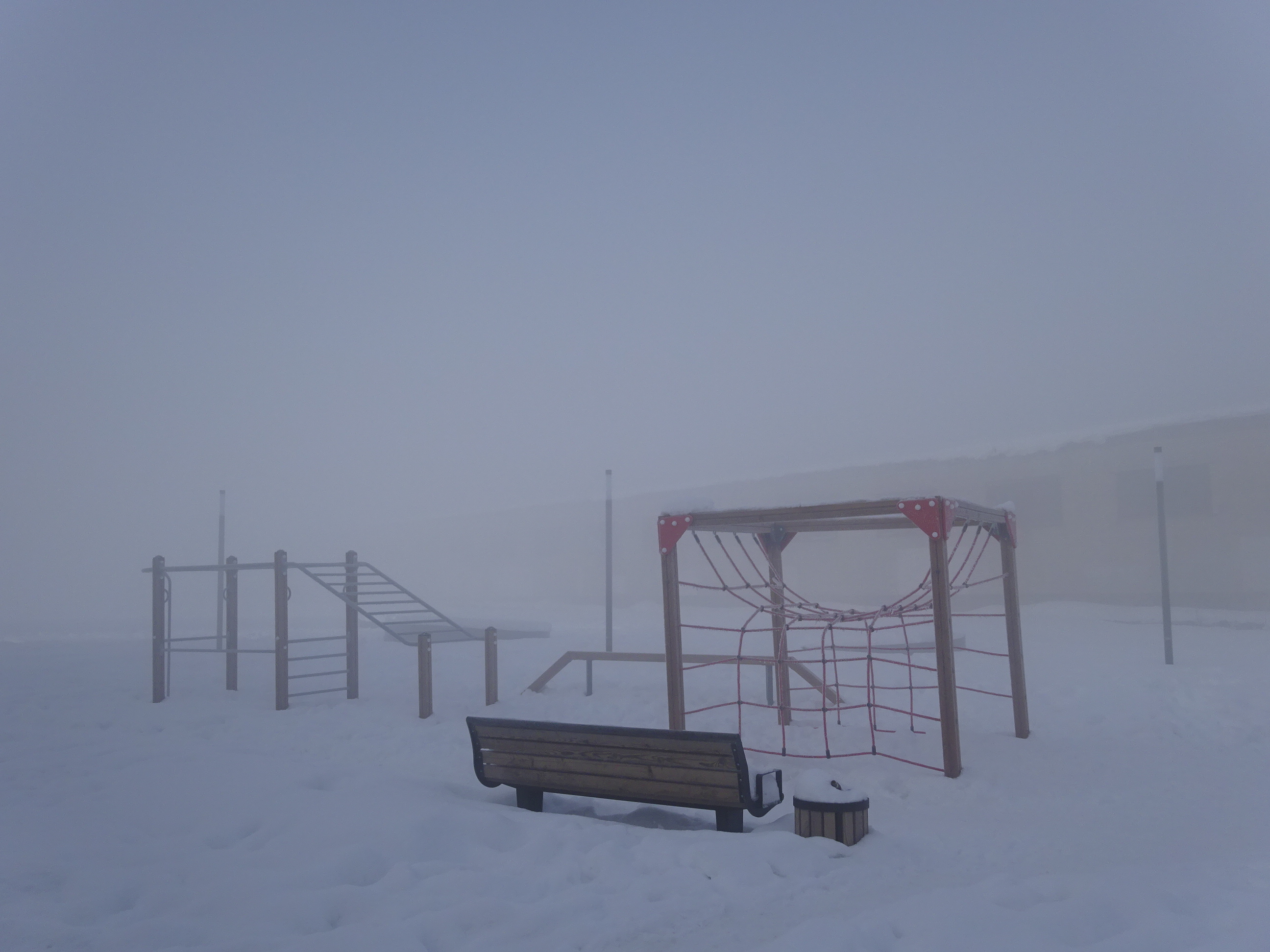
Une aire de jeu pendant la saison froide dans l'oblast de Moscou. Février 2018.

| 1989      | 2002      | 2010      | 2016      | 2019      | 2021      | - | - |
| --------- | --------- | --------- | --------- | --------- | --------- | - | - |
| 6 693 623 | 6 618 538 | 7 095 120 | 7 318 647 | 7 599 756 | 8 524 665 | - | - |

### Population
- Au recensement de 1989, l’oblast de Moscou avait une population de 6 693 623 habitants, ce qui n'incluait pas les 8 967 332 habitants de la ville de Moscou.
- Au recensement de 2002[31], l’oblast de Moscou avait une population de 6 410 000 habitants, ce qui n'incluait pas les 10 382 754 habitants de la ville de Moscou.
- Au recensement de 2010[3], l’oblast de Moscou avait une population de 7 095 120 habitants, ce qui n'incluait pas les 11 503 501 habitants de la ville de Moscou.
- Au recensement de 2016, l'oblat de Moscou avait une population de 7 318 647 habitants, ce qui n'incluait pas les 12 330 126 habitants de la ville de Moscou.
- Au recensement de 2019, l'oblat de Moscou avait une population de 7 599 756 habitants, ce qui n'incluait pas les 12 615 882 habitants de la ville de Moscou.

## Composition ethnique

### Quelques chiffres
En 2012, il y eut :
- 83 382 naissances: (taux de natalité de 12,0 ‰) ;
- 99 773 décès (taux de mortalité de 14,4 ‰)[33].

Indice de fécondité
2009 - 1.35 | 2010 - 1.37 | 2011 - 1.38 | 2012 - 1.49
| Année | Fécondité | Fécondité urbaine | Fécondité rurale |
| ----- | --------- | ----------------- | ---------------- |
| 1990  | 1,44      | 1,39              | 1,66             |
| 1991  | 1,28      | 1,24              | 1,48             |
| 1992  | 1,13      | 1,09              | 1,29             |
| 1993  | 1,03      | 1,00              | 1,16             |
| 1994  | 1,07      | 1,05              | 1,17             |
| 1995  | 1,07      | 1,04              | 1,17             |
| 1996  | 1,03      | 1,01              | 1,13             |
| 1997  | 0,98      | 0,98              | 1,01             |
| 1998  | 1,01      | 1,00              | 1,06             |
| 1999  | 0,98      | 0,97              | 0,99             |
| 2000  | 1,04      | 1,04              | 1,01             |
| 2001  | 1,10      | 1,07              | 1,10             |
| 2002  | 1,15      | 1,11              | 1,15             |
| 2003  | 1,20      | 1,21              | 1,14             |
| 2004  | 1,21      | 1,22              | 1,18             |
| 2005  | 1,17      | 1,17              | 1,13             |
| 2006  | 1,16      | 1,18              | 1,08             |
| 2007  | 1,20      | 1,22              | 1,08             |
| 2008  | 1,29      | 1,31              | 1,22             |
| 2009  | 1,34      | 1,37              | 1,19             |
| 2010  | 1,37      | 1,41              | 1,19             |
| 2011  | 1,38      | 1,42              | 1,22             |
| 2012  | 1,49      | 1,53              | 1,34             |
| 2013  | 1,52      | 1,54              | 1,42             |
| 2014  | 1,60      | 1,63              | 1,47             |
| 2015  | 1,68      | 1,76              | 1,29             |
| 2016  | 1,73      | 1,81              | 1,32             |
| 2017  | 1,61      | 1,69              | 1,22             |
| 2018  | 1,53      | 1,62              | 1,12             |
| 2019  | 1,37      | 1,48              | 0,89             |

### Principales villes
| 1  | Balachikha  | 520 962 |
| 2  | Podolsk     | 314 934 |
| 3  | Khimki      | 257 128 |
| 4  | Mytichtchi  | 255 429 |
| 5  | Korolev     | 228 095 |
| 6  | Lioubertsy  | 224 195 |
| 7  | Krasnogorsk | 187 634 |
| 8  | Odintsovo   | 180 530 |
| 9  | Domodedovo  | 152 404 |
| 10 | Elektrostal | 146 403 |

### Cultes et croyances
Les religions dans l’oblast de Moscou (2012),
- orthodoxes (45,5 %)
- chrétiens non-orthodoxes (3 %)
- chrétiens d'Orient (2 %)
- néo-païens (1 %)
- musulmans (1 %)
- spiritualités diverses (29 %)
- athées (9 %)
- non déclaré (9,5 %)
- autre (0 %)

Selon une étude officielle réalisée en 2012, 45,5 % de la population de l’oblast de Moscou est adepte de l’Église orthodoxe russe, 3 % sont des chrétiens non-orthodoxes, 2 % sont fidèles à une autre Église orthodoxe, 1 % se dit néo-païens (mouvement slavianiste, dit « rodnoverie ») et 1 % est musulmans. En outre, 29 % de la population déclare pratiquer une forme non-religieuse de spiritualité, 9 % sont athées, et 9,5 % ont indiqué une autre religion ou ont refusé de répondre.

## Économie

### Industrie

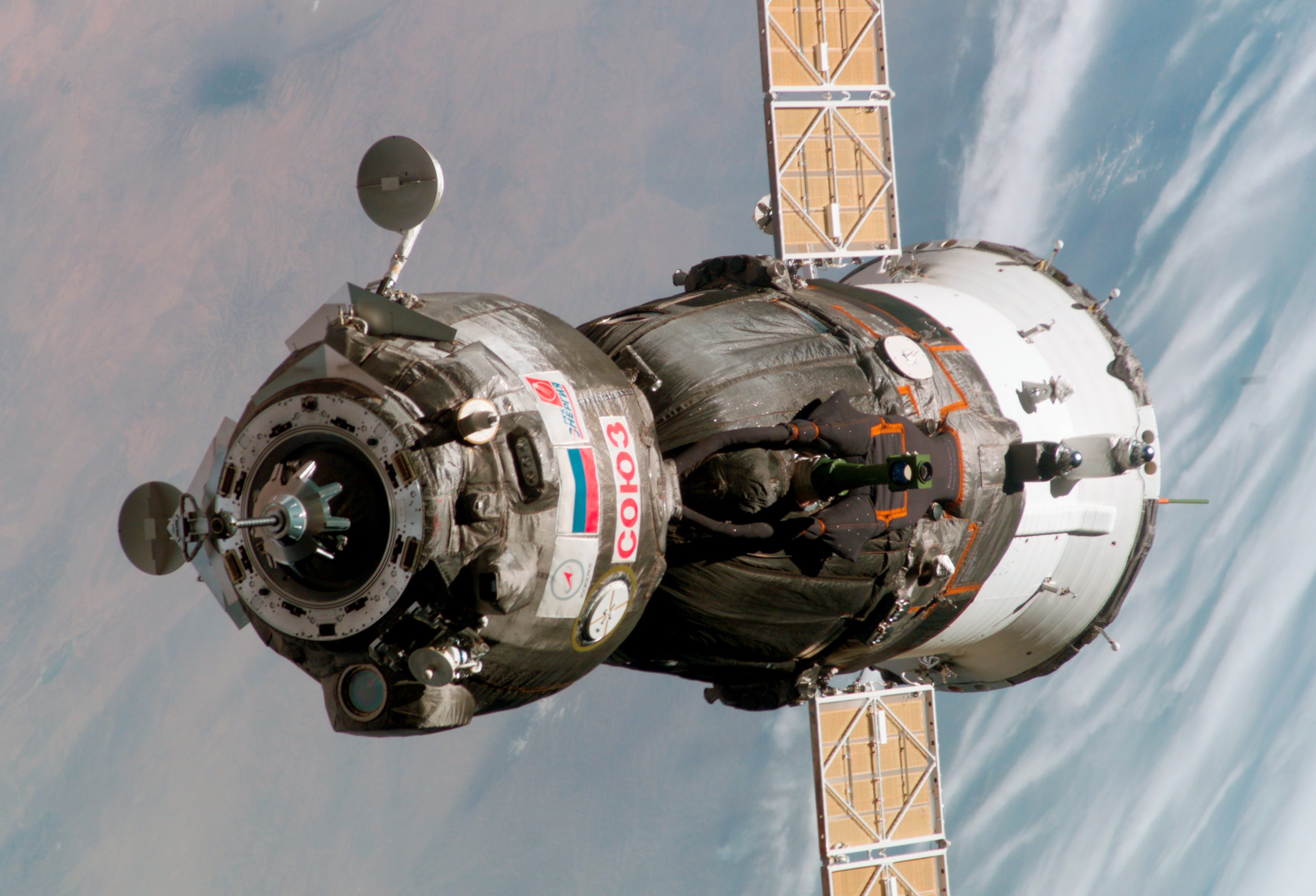
Capsule de la mission Soyouz TMA-6, construite par Société aérospatiale Energia.

Pour ce qui est de la production industrielle, l’oblast de Moscou est le second de Russie, juste derrière l'agglomération de Moscou. Les industries de la région dépendent d'importations en matières premières, et s'appuient sur une forte tradition scientifique et une main-d’œuvre de haute technicité ; elle est naturellement très liée à l'industrie moscovite.
Les constructions mécaniques et la métallurgie sont particulièrement développées. La région dispose de nombreuses centrales thermiques et nucléaires (ZiO-Podolsk à Podolsk), de préparation de matières fissiles (TVEL à Elektrostal), des usines d'aéronautique et d'armes balistiques (RKK Energuia à Korolev, Lavotchkine à Khimki, NGO engineering à Reoutov, FTSDT Union à Dzerjinski ; pour la propulsion à propergol solide, etc., IBC Horizon à Dzerjinski – générateurs pour l'aéronautique, etc.) ; ateliers de locomotives de Kolomna, motrices pour le métro (Metrovagonmach à Mytichtchi), trains à propulsion électrique (Ateliers de Demikhovski), voitures (SeAZ), autobus (usines Likinsky de Likino-Douliovo) ; matériel agricole, pelles mécaniques et grues (Lioubertsy, Dmitrov, Balachikha) ; acier inox (Elektrostal), câbles (Podolsk), instruments d'optique (usine de Krasnogorsk, verreries optiques de Lytkarino).
Il y a plusieurs entreprises actives dans le secteur de la défense, comme le Centre russe d'essais militaires de Krasnoarmeïsk ; Kamov, Phazotron, NPO Bazalt, NPP Zvezda, MKB Fakel, MKB Radouga, l’Institut national de recherche en avionique, le complexe chimique de Krasnozavodsk, l’Institut de recherche scientifique Tikhomirov sur la conception des instruments, l’Institut « Agat » de Moscou, le centre d'essais de Dolgoproudny, etc.
L’industrie chimique de l’oblast produit des acides (Chtchiolkovo), des engrais (usines de phosphates et d’engrais minéraux à Voskressensk), des fibres synthétiques (Serpoukhov et Kline), des polymères (Orekhovo-Zouïevo), des vernis et peintures (usines de Serguiev Possad et d’Odintsovo), des produits pharmaceutiques (Staraïa Koupavna). L’industrie des matériaux de construction est particulièrement florissante avec les cimenteries de Voskressensk et Kolomna (cimenteries Chtchourovsky), les céramiques, la porcelaine à Likino-Douliovo (porcelaines Doulevo) et Verbilki et les mortiers à sec à Krasnogorsk,.
|                   |                                                     |                                                |                              |                                                                          |
| Un bus LiAZ-5292. | UN hélicoptère Ka-52 « Alligator » de marque Kamov. | Une motrice diesel TEP70BS (usine de Kolomna). | Un tramway (Metrovagonmash). | Une motrice électrique ED4MKM-AERO (ateliers ferroviaires de Demikhovo). |

L’industrie légère est la plus ancienne du pays : elle remonte au XVIIe siècle et avec une part dans l'économie de 35 %, tirait le reste de l’industrie. La production de coton (à Iegorievsk, Noguinsk, Orekhovo-Zouïevo), de laine (à Ivanteïevka et Dmitrov) et de jersey (à Pavlovski Possad et Pouchkine) s'est maintenue jusqu'à aujourd'hui. La production de soie à Naro-Fominsk a été abandonnée. Parmi les industries traditionnelles, les plus réputées sont les faïences de Gjel, panneaux peints de Jostovo et miniatures en peinture laquée de Fedoskino. La compagnie coréenne LG s'est implantée en 2006 dans la région, près du village de Dorokhovo, pour la production d'électroménager (postes de télévision, machines à laver, réfrigérateurs, etc.),.

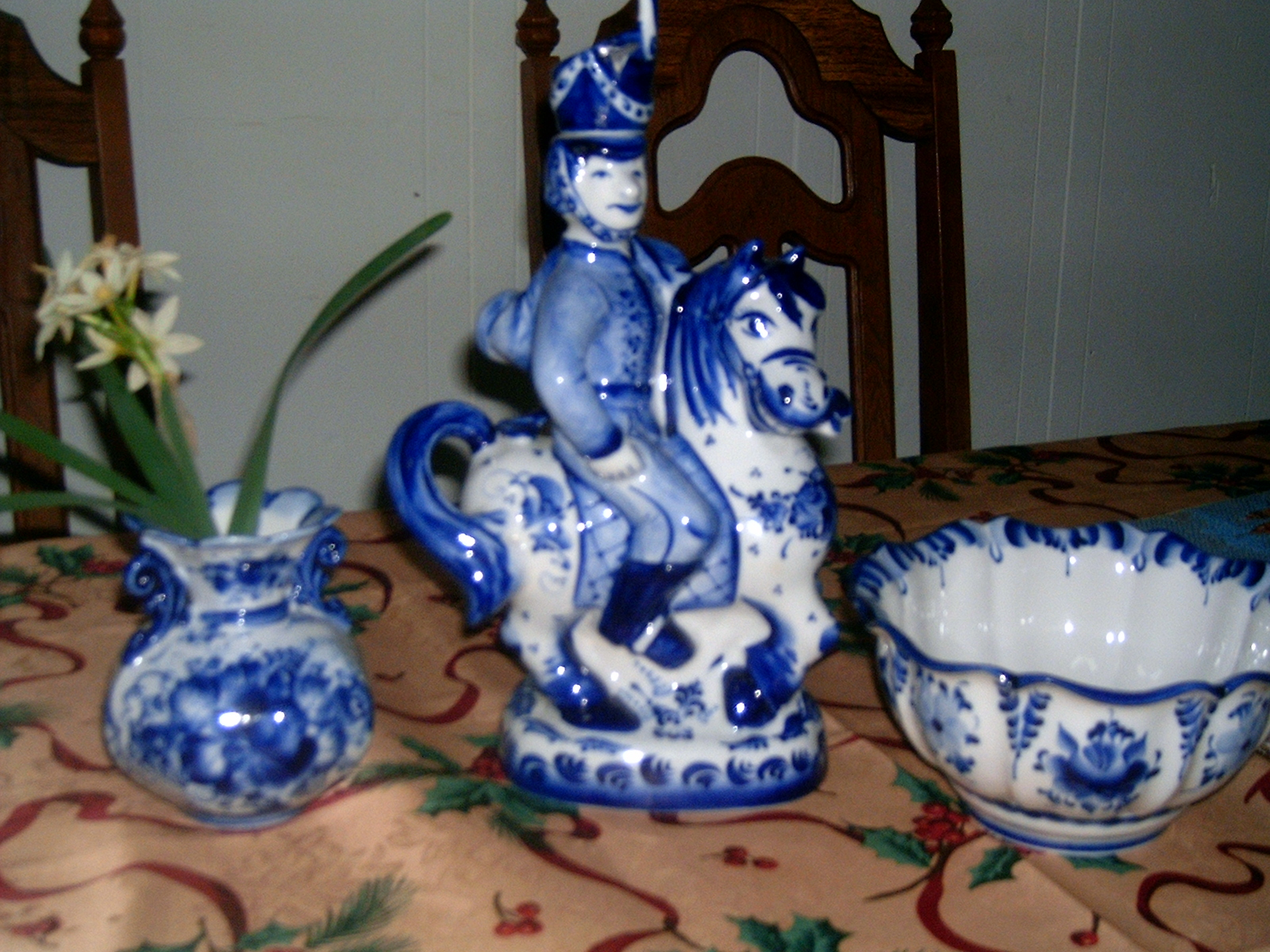
Une faïence de Gjel.
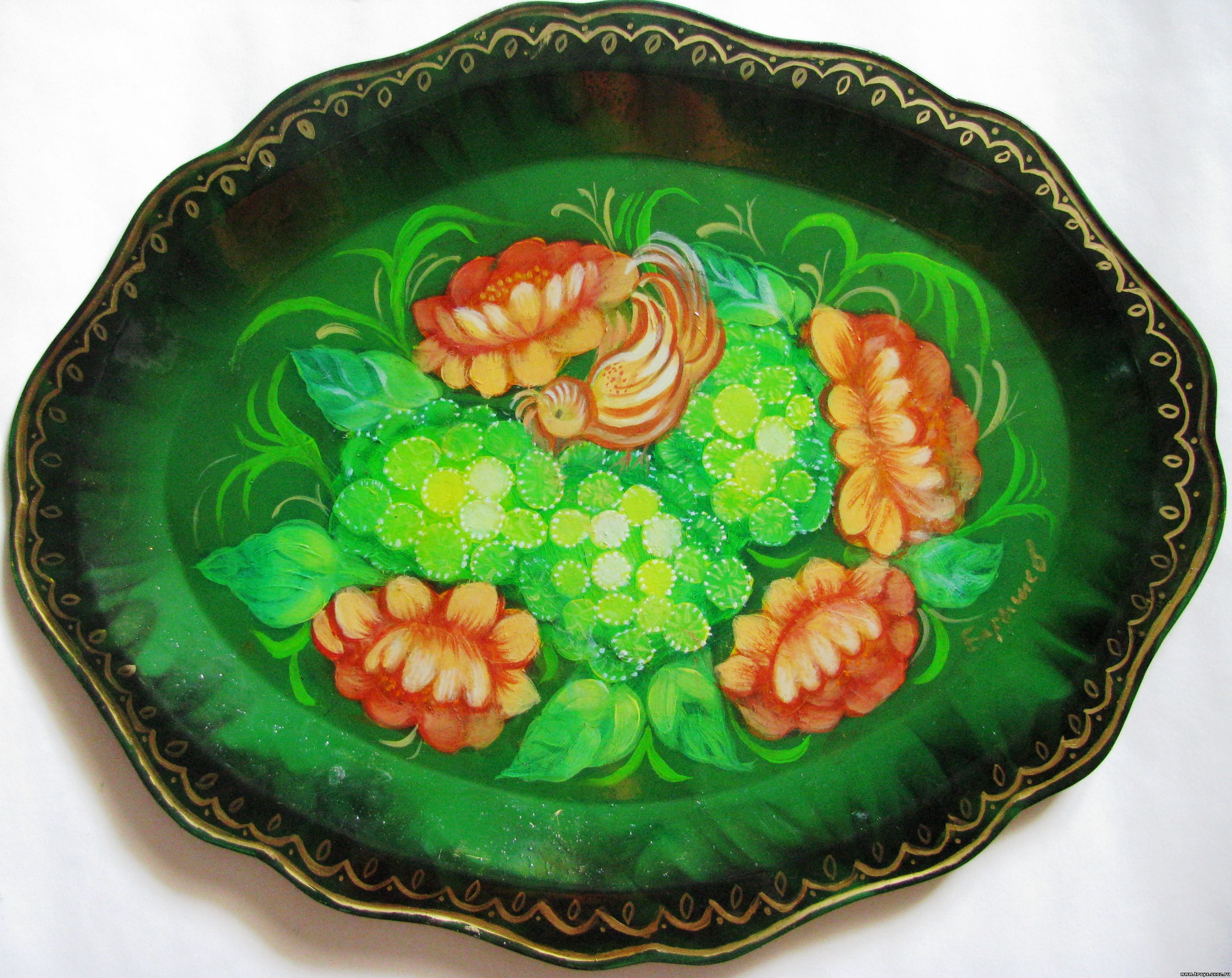
Un panneau peint de Jostovo.

### Énergie

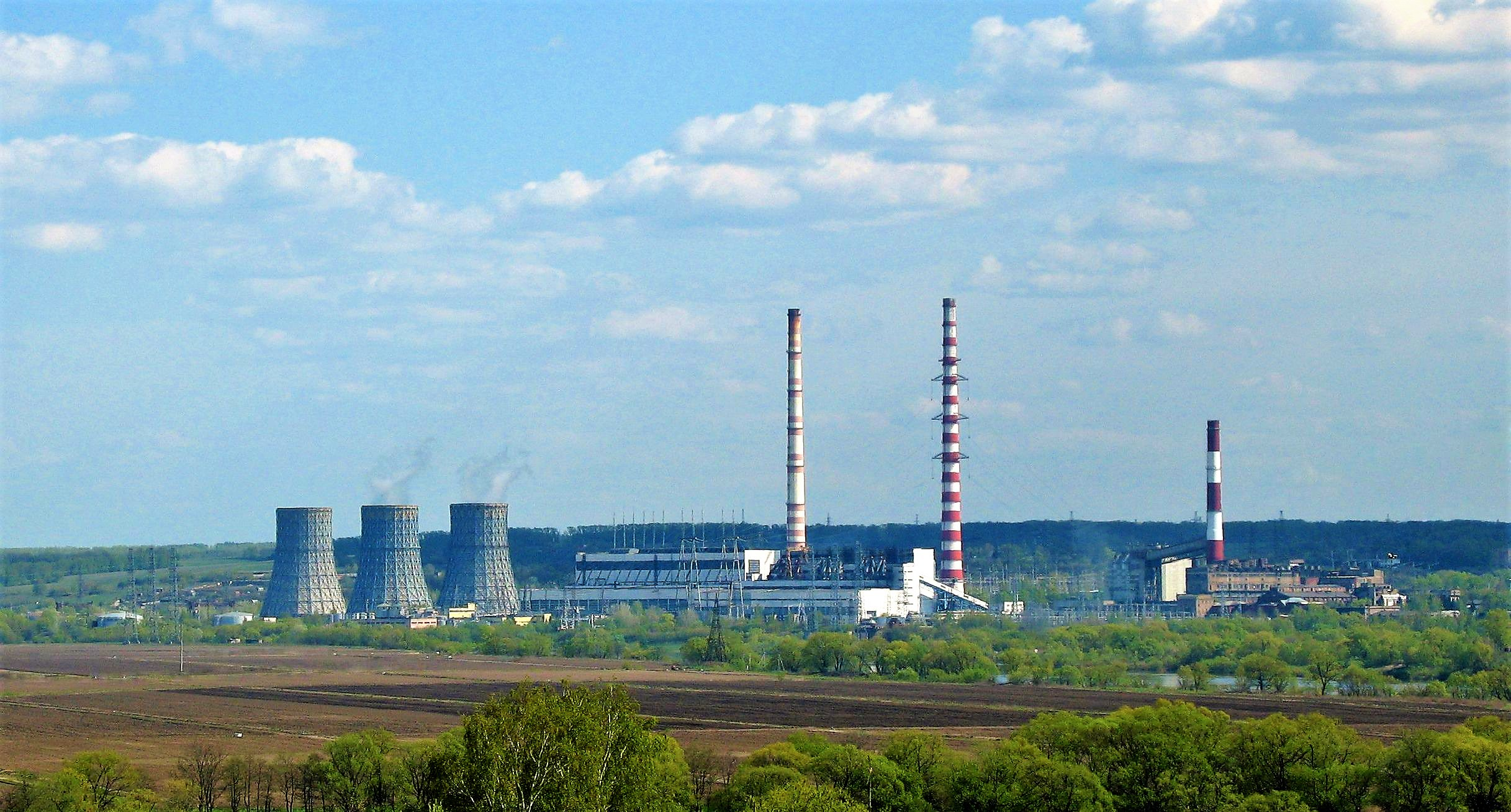
La centrale thermique de Kachira assure l'essentiel de l'approvisionnement de Moscou en électricité.

En 1999, l’oblast de Moscou avait consommé 15,4 milliards de m3 de gaz naturel, 3,32 millions de tonnes de pétrole, 2,13 millions de tonnes de charbon et 8,5 milliards de kWh en électricité. L’électricité de l’oblast est fournie par les centrales thermiques de Kachira (TPP, 1 910 MW), de Dzerjinski TPP no 22 (1 300 MW), la centrale de cogénération no 27 (1 100 MW), la centrale électrique de Chatoura (1 100 MW), les centrales hydroélectriques de Zagorsk (1 200 MW), d’Elektrogorsk TPP (623 MW) et plusieurs autres centrales d'importance moindre. Le déficit en énergie est compensé par les lignes à haute tension reliant la région à Saint-Pétersbourg, au barrage de Volgograd et à d'autres sources d'énergie.

### Agriculture
L’agriculture n'occupe qu'une place secondaire dans l’économie de l’oblast. Seuls 25 pour cent de la superficie sont cultivés, et 15 pour cent sont consacrés à l'élevage. L’agriculture n'est véritablement productive qu'au sud, surtout au-delà de l'Oka, où la part des terres cultivées atteint 50 pour cent. Mais l’horticulture est l'activité dominante et plus des 3/5 des terres ensemencées sont consacrées au fourrage. De grands champs sont réservés à la culture des céréales : blé, orge, avoine et seigle, et la pomme de terre est le légume de base. On a beaucoup recours aux serres et la ville de Moskovski détient à cet égard le record d'Europe pour le nombre de serres. On cultive aussi les fleurs et les champignons. L’élevage prédomine sur l'agriculture, et est principalement destiné à la production de lait et de viande. Outre les bovins, on pratique l'élevage des porcs et de la volaille,.
La crise économique des années 1990 en Russie a gravement affecté l’agriculture de l’oblast de Moscou. En particulier, dans les années 2000, la production de céréales a été pratiquement divisée par trois en comparaison avec les années 1970–80 ; celle de pommes de terre par 2 ½ ; celle de légumes, celle de gros bétail et de volailles diminuée de 30 pour cent ; celle de lait a été divisée par deux et la production d’œufs par quatre,.

### Transports

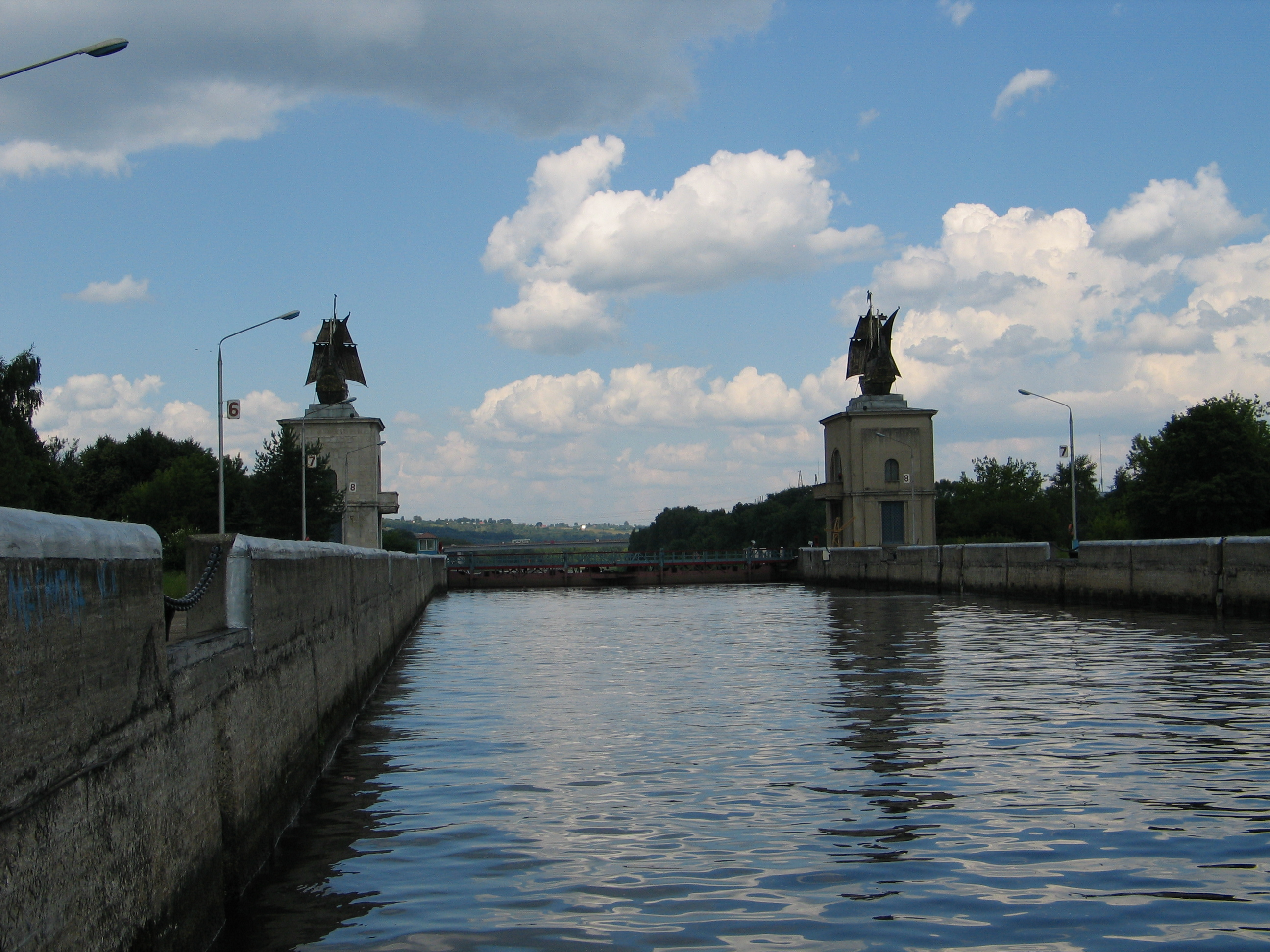
Porte de garde du canal de Moscou à Iakhroma.

L’oblast de Moscou dispose d'une infrastructure de transport dense, tant du point de vue routier que ferroviaire ou fluvial. Le réseau routier est un réseau en étoile avec Moscou pour centre. Il est traversé par une ligne ferroviaire et deux périphériques. Ni les chemins de fer, ni les routes (pour la plupart construites sous l'ère soviétique) ne suffisent à faire face à la croissance continue du trafic. Près de la moitié des routes sont congestionnées et les trois quarts sont insuffisamment équipées au regard des exigences européennes. La largeur inadaptée des chaussées et les travaux de réparation continuels ne contribuent pas peu à la multiplication des bouchons,.
L’oblast de Moscou jouit du réseau ferroviaire le plus dense de Russie. Onze grandes lignes irradient depuis Moscou jusqu'aux confins de l'oblast ; la longueur totale du réseau régional est d'environ 2 700 km. Presque toutes les lignes sont électrifiées. Les principaux nœuds ferroviaires sont ceux d’Orekhovo-Zouïevo et de Bekassovo. La Volga, l’Oka et la Moskova sont navigables, ainsi que le canal de Moscou. Les grands ports fluviaux sont Serpoukhov et Kolomna. Le transport par conduites est un autre atout de la région : il y a deux oléoducs et deux gazoducs desservant l'agglomération en circuit, et plusieurs gazoducs reliant Moscou aux grands bassins gaziers de la fédération.
Moscou et sa région sont desservis par plusieurs aéroports internationaux : Cheremetievo (deux terminaux), Vnoukovo, Domodedovo et Ostafievo. L’aéroport de Bykovo est réservé au fret. Le plus grand aéroport militaire est celui de Tchkalovski (près de Chtchiolkovo) qui peut accueillir en cas d'urgence des gros porteurs et vols de passager civils.

Carte des principales routes de l'oblast. Note : la M12 n'est pas représentée.

Les principales autoroutes de l’oblast de Moscou sont les suivantes :
- l'autoroute de Minsk (M1 « Biélorussie » Moscou - Biélorussie) (tronçon de la E101) ;
- l'autoroute de Simferopol (M2 « Crimée ») Moscou - Belgorod (tronçon de la E105) ;
- l'autoroute de Kiev (M3 « Ukraine » Moscou - Kalouga - Briansk – Kiev) ;
- l'autoroute de Kachira (M4 « Don » Moscou - Rostov) (tronçon de la E115) ;
- l'autoroute de Riazan (M5 « Oural » Moscou - Tcheliabinsk) (tronçon de la E30) ;
- l'autoroute de Nijni-Novgorod (M7 « Volga » Moscou - Oufa) (tronçon de la E22) ;
- l'autoroute Kholmogory - Iaroslavl (M8 « Kholmogory » Moscou - Arkhangelsk) (tronçon de la E115) ;
- la nouvelle autoroute de Riga (M9 « Baltique » Moscou - Riga) (tronçon de la E22) ;
- l'autoroute de Léningrad (M10 « Russie » Moscou - Tver - Novgorod - Saint-Pétersbourg) (tronçon de la E105) ;
- l'autoroute Moscou-Saint-Pétersbourg à péage (M11 « Néva » Moscou - Tver - Novgorod - Saint-Pétersbourg) ;
- l'autoroute « Vostok » (M12 « Vostok » Moscou - Vladimir - Kazan - Iékaterinbourg)[43] ;
- l'autoroute de Mojaïsk (A100 Moscou - Borodino) ;
- l'autoroute de Kalouga (A101, Moscou - Troïtsk - Obninsk - Kalouga) ;
- l'autoroute de Chtchiolkovo (A103 Moscou - Chtchiolkovo - Tchernogolovka) ;
- l'autoroute de Dmitrov (A104 Moscou - Doubna) ;
- le Petit Périphérique (A107) ;
- le Grand Périphérique (А108) ;
- le Périphérique central (A113) ;
- l'autoroute de Iegorievsk (R105 Moscou - Kassimov) ;
- l'autoroute de Piatnitskoïe (R111 Moscou - Solnetchnogorsk) ;
- l'autoroute de Rogatchiovo (P113 Lobnia - Rogatchiovo (raïon de Dmitrov)) ;
- l'autoroute de Nossovikhinskoïe (Moscou - Likino-Douliovo) ;
- l'autoroute de Varsovie (Moscou - Podolsk - Obninsk - Roslavl) ;
- l'autoroute de Borovsk (Moscou - Vnoukovo) ;
- l'autoroute de Roubliovo-Ouspenskoïe ;
- l'autoroute de Dzerjinski (Dzerjinski - Kotelniki - Novoriazanskoïe) ;
- l'autoroute d'Ostachkovo (Moscou - Mytichtchi).

### Recherche scientifique
L’oblast de Moscou bénéficie d'une forte concentration en instituts de recherche scientifique, la plupart travaillant pour le secteur militaire ou les industries lourdes. Le secteur militaro-industriel a connu une forte expansion dans les années 1930–40 à Joukovski (aéronautique), Klimovsk (armement conventionnel), Reoutov (balistique), Friazino (électronique des micro-ondes) et Korolev (aérospatiale). À cela se sont ajoutés de nouveaux centres de recherche fondamentale à Troïtsk, Tchernogolovka (physique-chimie), Doubna et Protvino (physique nucléaire) et Pouchtchino (biologie). L’oblast de Moscou accueille le centre de contrôle aérospatial (à Korolev) et le centre de contrôle des satellites militaires (Krasnoznamensk), ainsi que divers centres d'essai,,.

### Culture et loisirs
L’oblast de Moscou dispose de nombreux centres de vacances, notamment dans l'ouest et le nord de la région, ainsi qu'autour de Moscou. Les forêts, qui couvrent largement la région, sont aménagées pour les promenades, et les activités horticoles occupent une place importante dans les loisirs. Il s'y trouve plus d'un million de datchas avec jardins individuels. Certains châteaux ont été préservés, tels ceux d’Abramtsevo, de Mouranovo, d’Ostafievo, ainsi que plusieurs villes historiques (Vereïa, Volokolamsk, Dmitrov, Zaraïsk, Zvenigorod, Istra, Kolomna, Serguiev Possad, Serpoukhov, etc.), plusieurs monastères (laure de la Trinité-Saint-Serge, Saint-Joseph de Volokolamsk, Saint-Savva de la Storojka, Saint-Nicolas d'Ougrecha, etc.), et musées (musée Tchekhov de Melikhovo, maison de Tchaïkovski à Kline, musée des beaux-arts de Serpoukhov, Musée national d'histoire et d'art de la Nouvelle Jérusalem etc.).

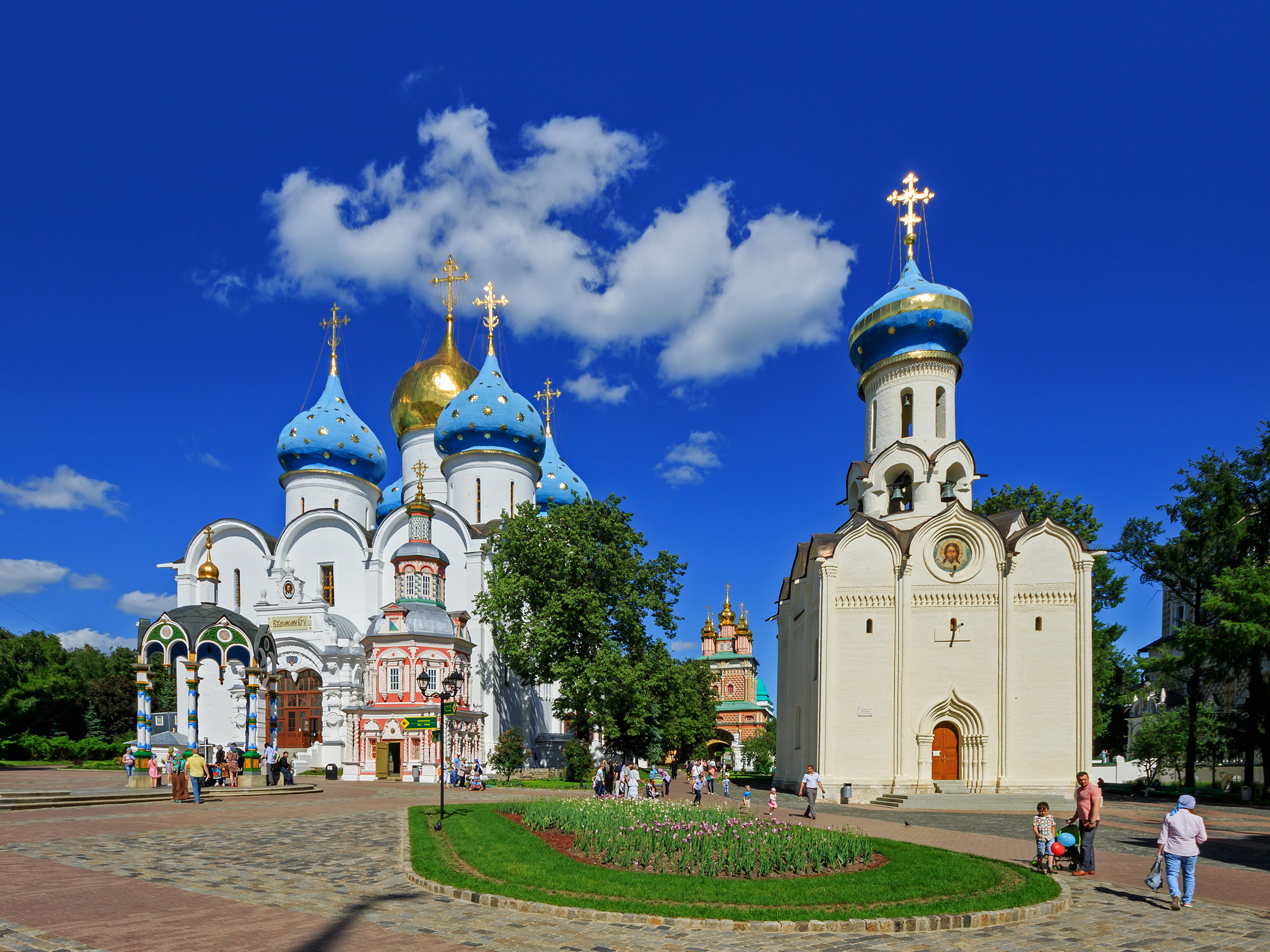
Le monastère orthodoxe de la Trinité-Saint-Serge.
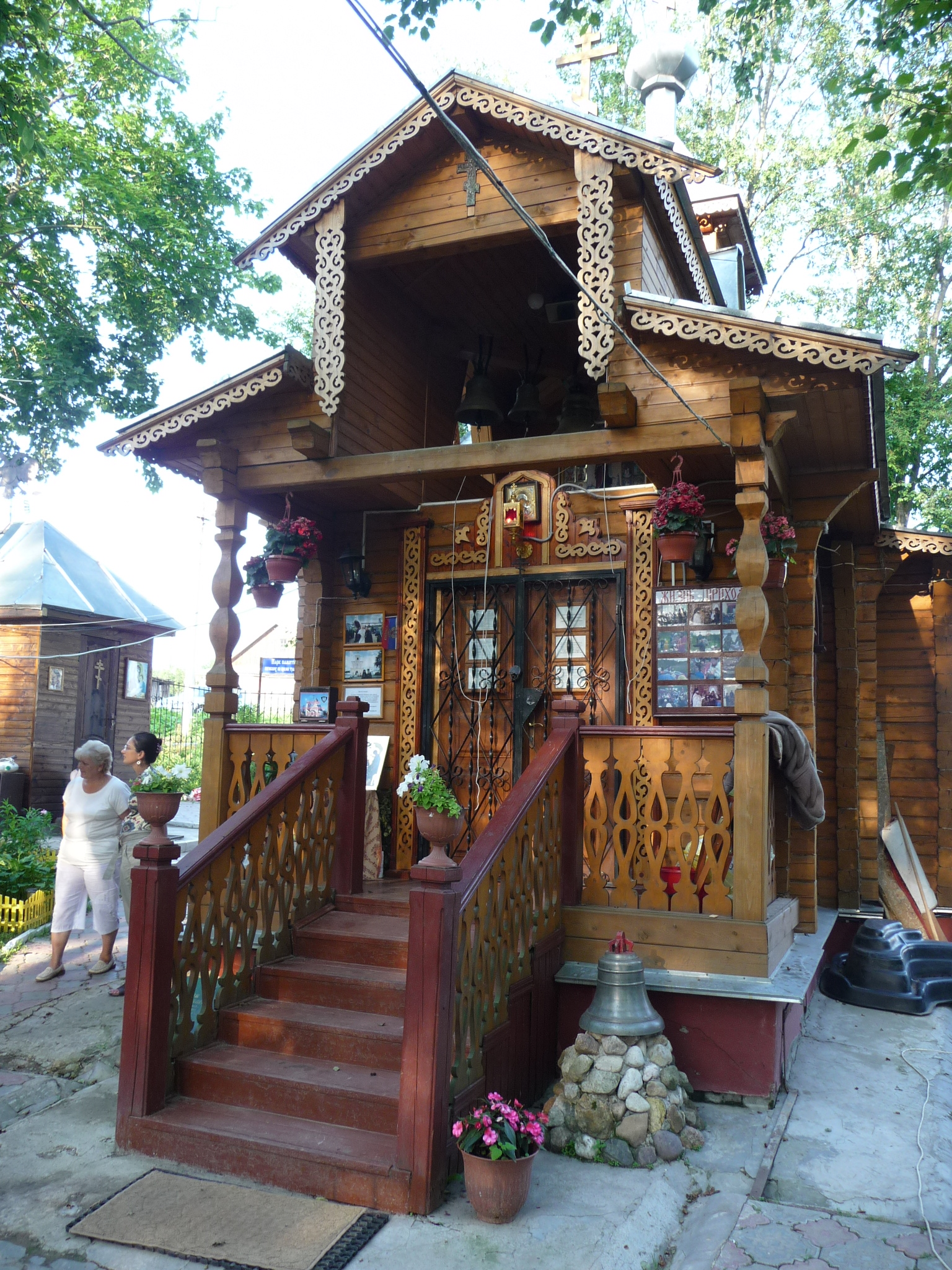
Église en charpente de bois.
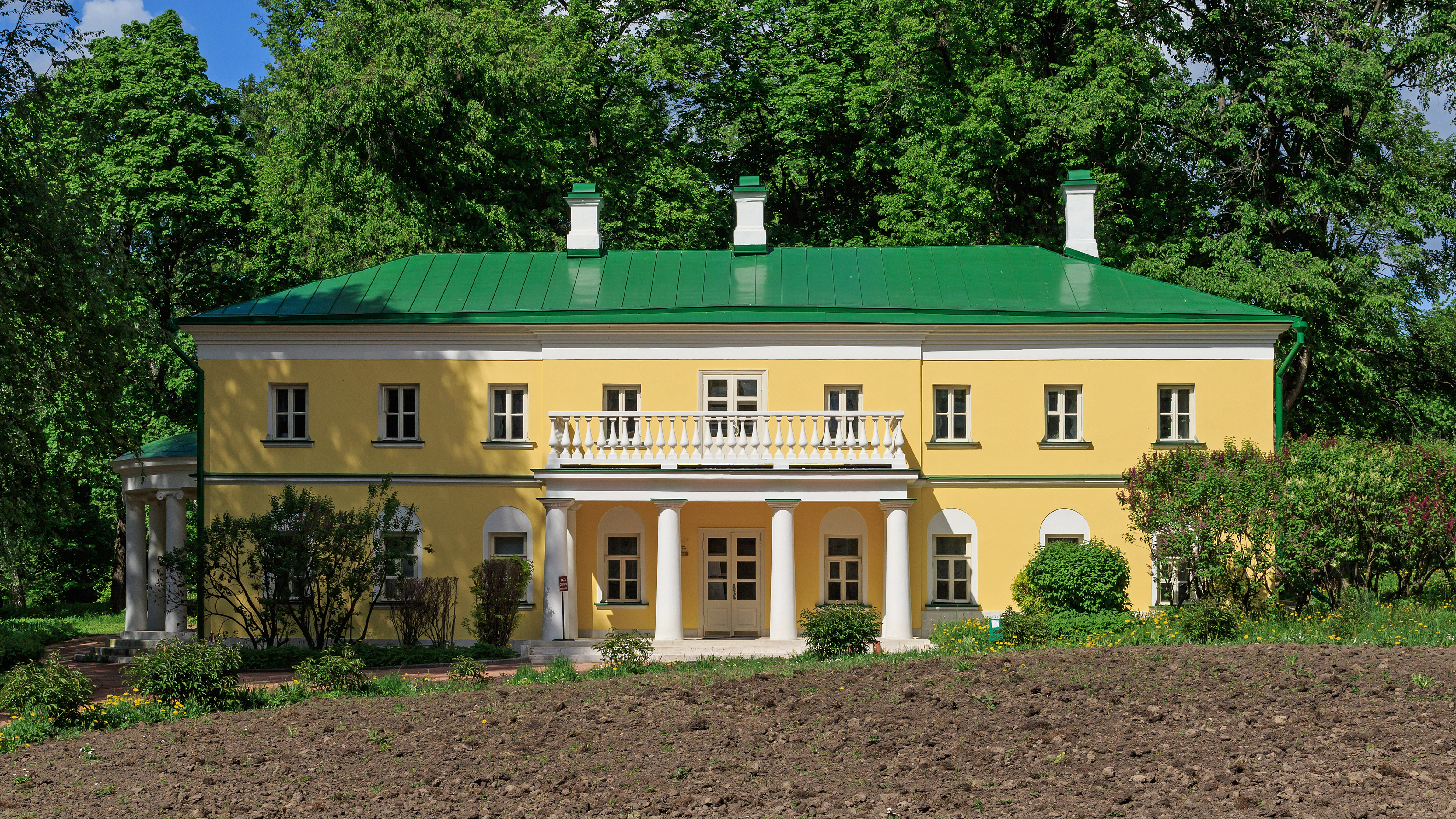
Infirme, Lénine passa les quatre dernières années de sa vie au manoir de Gorki Leninskie.